# Раутакаллио, Пекка
Пекка Раутакаллио (фин. Pekka Rautakallio; 25 июля 1953, Пори) — финский хоккеист и тренер, защитник. Воспитанник клуба РУ-38.

## Биография
Один из лидеров финской сборной в 70-е годы XX века. Выступал в составе финских клубов «Эссят» и ХИФК. Трёхкратный чемпион Финляндии (1971, 1978, 1983). В 1979 году был назван «Игроком года» в Финляндии. В составе сборной Финляндии был участником семи чемпионатов мира и Европы (1972, 1973, 1975, 1977—79, 1983) и двух розыгрышей Кубка Канады (1976, 1981). Отыграл два сезона во Всемирной Хоккейной Ассоциации («Финикс Роудраннерс» — 1975—77 гг.) и три — в НХЛ («Атланта/Калгари Флэймз» — 1979—82 гг.). Участник Матча всех звёзд НХЛ 1982 года. Карьеру игрока завершил в 1989 году. Тренировал многие финские и швейцарские клубы.
21 апреля 2011 г. был назначен главным тренером клуба КХЛ «Динамо» (Рига). 5 ноября 2012 г. был уволен с поста главного тренера латвийской команды.

## Статистика

### Главный тренер
| Команда      | Турнир-сезон | Регулярный сезон | Регулярный сезон | Регулярный сезон | Регулярный сезон | Регулярный сезон | Регулярный сезон | Регулярный сезон | Регулярный сезон        | Плей-офф | Плей-офф | Плей-офф              |
| Команда      | Турнир-сезон | И                | В                | ВО/ВБ            | Н                | ПО/ПБ            | П                | О                | Результат               | В        | П        | Результат             |
| ------------ | ------------ | ---------------- | ---------------- | ---------------- | ---------------- | ---------------- | ---------------- | ---------------- | ----------------------- | -------- | -------- | --------------------- |
| Эспоо Блюз   | СМ-Л 2004-05 | ?                | ?                | ?                | -                | ?                | ?                | ?                | 11 место                | -        | -        | Не попали в плей-офф  |
| Амбри-Пиотта | ШНЛ 2005-06  | ?                | ?                | -                | ?                | -                | ?                | ?                | 7 место                 | 3        | 4        | Вылетели в 1/4 финала |
| Амбри-Пиотта | ШНЛ 2006-07  | ?                | ?                | ?                | -                | ?                | ?                | ?                | уволен                  | -        | -        | -                     |
| Эссят        | СМ-Л 2009-10 | 58               | 18               | 7                | -                | 4                | 29               | 72               | 13 место                | -        | -        | Не попали в плей-офф  |
| Эссят        | СМ-Л 2010-11 | 60               | 30               | 11               | -                | 7                | 12               | 119              | 2 место                 | 2        | 4        | Вылетели в 1/4 финала |
| Динамо Рига  | КХЛ 2011-12  | 54               | 20               | 6                | -                | 7                | 21               | 79               | 7-е на Западе           | 3        | 4        | Вылетели в 1/8 финала |
| Динамо Рига  | КХЛ 2012-13  | 24               | 5                | 3                | -                | 2                | 14               | 23               | уволен (13-е на Западе) | -        | -        | -                     |